# Cortaderia boliviensis
Cortaderia boliviensis là một loài thực vật có hoa trong họ Hòa thảo. Loài này được M.Lyle mô tả khoa học đầu tiên năm 1996.